# Université de Sunderland
L'université de Sunderland est une université publique anglaise située à Sunderland.

## Composantes
L'université est structurée en quatre facultés :
- Faculté des arts, du design, et des médias
- Faculté de commerce et de droit
- Faculté d'éducation et de sciences sociales
- Faculté de sciences appliquées